# تپه اولاد علی
تپه اولاد علی مربوط به عصر برنز - عصر آهن - دوره اشکانیان است و در شهرستان سلسله، بخش فیروزآباد، دهستان فیروزآباد، ۸۰۰ متری غرب روستای ده آقا واقع شده و این اثر در تاریخ ۲۸ اسفند ۱۳۸۵ با شمارهٔ ثبت ۱۸۷۸۴ به‌عنوان یکی از آثار ملی ایران به ثبت رسیده است.